# Adjoña
Adjoña est un roi guanche des îles Canaries du Menceyato de Abona à Tenerife.

## Biographie
Adjoña résidait vraisemblablement à Vilaflor de Chasna, bien que l'historien Juan Bethencourt Alfonso indique que sa résidence se trouvait plutôt près de l'actuelle ville d'Arico. En 1490, il signe un traité de paix avec le gouverneur de Grande Canarie, Pedro de Vera, qu'il ratifie en 1494 avec Alonso Fernández de Lugo, lorsque celui débarque sur l'île de Tenerife. Adjoña ne participe donc pas à la guerre contre l'invasion espagnole. Après la conquête totale de l'île, Lugo emmène Adjoña en Espagne, avec six autres menceys survivants, afin de les montrer aux Rois catholiques. Adjoña put ensuite retourner à Tenerife où il s'intégra dans la nouvelle société. Il meurt vers 1507.

## Autres rois de Tenerife

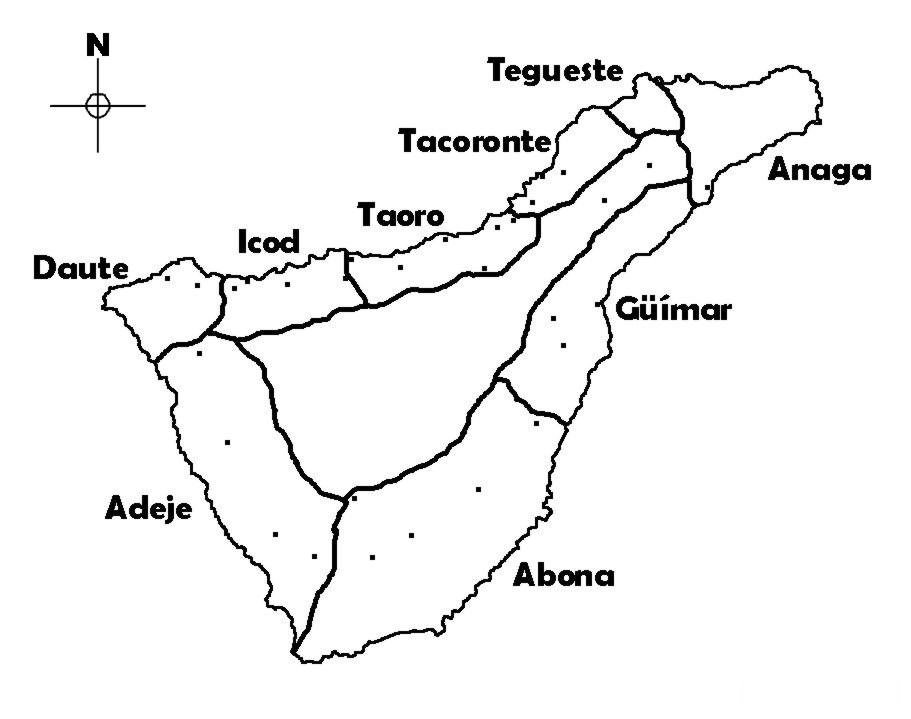
Menceyatos de Tenerife

Cent ans avant la conquête, Tinerfe régnait sur toute l'île unifiée de Tenerife.
À l'époque de la conquête espagnole, l'île de Tenerife comptait huit autres rois guanches :
- Acaimo (Menceyato de Tacoronte).
- Añaterve : (Menceyato de Güímar).
- Bencomo : (Menceyato de Taoro) - puis Bentor, à la mort de Bencomo.
- Beneharo : (Menceyato de Anaga).
- Pelicar : (Menceyato de Adeje).
- Pelinor : (Menceyato de Icode).
- Romen : (Menceyato de Daute).
- Tegueste : (Menceyato de Tegueste).